# Stanisław Mroczek
Stanisław Mroczek herbu Prus I – cześnik podolski w latach 1695-1696, wicesgerent lubelski w 1695 roku.